# جرمی کامپستون
جرمی کامپستون (انگلیسی: Jeremy Cumpston؛ زادهٔ ۱۰ ژانویهٔ ۱۹۶۷) پزشک اهل استرالیا است.
از فیلم‌ها یا برنامه‌های تلویزیونی که وی در آن نقش داشته‌است می‌توان به پرستاران اشاره کرد.